# 楽音
楽音（がくおん）とは、一般的には楽器や人の声によって奏でられる「音楽の音」あるいは「音楽に使われる音」という程度の意味であるが、より限定された用法として、音を振動の形態によって純音・楽音・噪音の3つに分類する場合に、規則的な振動が持続する音のうち、純音を除いたものを指す。

## 概説
楽音を正弦波の集合に分解（フーリエ変換）すると、基本振動となる正弦波（基音）と、その周波数の2以上の整数倍の周波数の正弦波群（倍音）が得られる。しかし、一般に楽音とされる音でも、完全に整数倍の倍音のみを含むものは稀であり、倍音以外の上音を含む場合が多い。人間には、基音の周波数を「音の高さ」、倍音や上音の組合せを「音色の違い」として認識する能力がある。

## 注意点
「分類」というのは凡そ便宜的なものであって、楽音・純音・噪音の三者の間にも明確な境界はない。美しいと感じられる楽器の音色でも倍音以外の上音を含んでいることが多いし、倍音とされる音でも周波数が完全な整数倍とは限らない。逆に噪音でも多少の周期性が見られる場合もある。完璧な純音も合成音以外にはほとんど存在せず、わずかでも波形に歪があれば、上音が含まれている。
例えば、ピアノの持続音は上記のように楽音に近いが、非整数倍性を持っていることが知られているし、ティンパニの音はほぼ整数倍性を持っているので音高が感じられるが、基音を欠いている。
喋り声は噪音と説明されることがある。ボーカルフライ（エッジサウンド）などの雑音が生じている場合や起声の瞬間及び子音は噪音であるが、それ以外の母音は楽音に近いことが多い。

## 噪音
振動に一定の規則性が認められにくい音は噪音（そうおん）と呼ばれ、音高を感じにくい音である。打撃音や物が壊れる時の音などのパルス状の音波や、摩擦音、声の子音などは噪音であり、非楽音ともいわれる。
打楽器の音は一般に「噪音」であることが多い。ピアノ、ティンパニ、木琴、鉄琴などは打撃の瞬間に噪音を発し、その後の持続音は楽音もしくは純音に近い。
なお、噪音と同じ発音の言葉に「騒音」があるが、騒音は「聞くと不快感を催す音」「聞きたくない音」の意味であり、噪音とは全く別の用語である。